# Wakabayashi-ku
Wakabayashi-ku (若林区?) è una delle cinque circoscrizioni della città di Sendai, nella prefettura di Miyagi, nella regione di Tōhoku, in Giappone.